# Kolem Ománu
Kolem Ománu (arabsky طواف عمان) je etapový cyklistický závod konaný v Ománu od roku 2010 jako součást UCI Asia Tour. Měl se stát součástí UCI ProSeries v roce 2020, ale ročníky 2020 i 2021 musely být zrušeny.

## Historie
Závod je organizován společností Amaury Sport Organisation (ASO) a byl poprvé organizován mezi 14. a 19. únorem 2010 na úrovni 2.HC. Závod sestává z 6 etap, které jsou převážně rovinaté se zvlněnými pasážemi. 
V průběhu závodu nosí lídr celkového pořadí červený dres, zelený dres patří vedoucímu závodníkovi bodovací soutěže a nejlepší mladý jezdec nosí bílý trikot. Závod nemá vrchařskou soutěž, ta je nahrazena soutěží bojovnosti, jejíž lídr nosí bílý dres s červenými a zelenými puntíky.
Úvodní ročník konaný v roce 2010 sestával z 6 etap. Začal kritériem v Maskatu sestávajícím z 16 kol a skončil časovkou dlouhou 18,6 km, také v Maskatu. Fabian Cancellara se stal celkovým vítězem poté, co skončil druhý v závěrečné časovce za Edvaldem Boassonem Hagenem.

## Seznam vítězů
| Rok       | Země                               | Jezdec                             | Tým                                |
| --------- | ---------------------------------- | ---------------------------------- | ---------------------------------- |
| 2010      | Švýcarsko                          | Fabian Cancellara                  | Team Saxo Bank                     |
| 2011      | Nizozemsko                         | Robert Gesink                      | Rabobank                           |
| 2012      | Slovensko                          | Peter Velits                       | Omega Pharma–Quick-Step            |
| 2013      | Spojené království                 | Chris Froome                       | Team Sky                           |
| 2014      | Spojené království                 | Chris Froome                       | Team Sky                           |
| 2015      | Španělsko                          | Rafael Valls                       | Lampre–Merida                      |
| 2016      | Itálie                             | Vincenzo Nibali                    | Astana                             |
| 2017      | Belgie                             | Ben Hermans                        | BMC Racing Team                    |
| 2018      | Kazachstán                         | Alexej Lucenko                     | Astana                             |
| 2019      | Kazachstán                         | Alexej Lucenko                     | Astana                             |
| 2020–2021 | Nejelo se kvůli pandemii covidu-19 | Nejelo se kvůli pandemii covidu-19 | Nejelo se kvůli pandemii covidu-19 |
| 2022      | Česko                              | Jan Hirt                           | Intermarché–Wanty–Gobert Matériaux |
| 2023      | Spojené státy                      | Matteo Jorgenson                   | Movistar Team                      |
| 2024      | Spojené království                 | Adam Yates                         | UAE Team Emirates                  |